# 西隆行
西 隆行（にし たかゆき、1984年 - ）は日本の陶芸家。佐賀県有田町で活動している。代表作：雫シリーズ

## 経歴
福岡県出身。福岡大学工学部建築学科を経て、佐賀県立有田窯業大学校を卒業した。

## 賞歴
- 第111回九州山口陶磁展　熊本放送賞[1]
- 有田国際陶磁展産業陶磁器部門　3位（有田町長賞）[2]